# Francesca Alupei
Francesca Ioana Alupei (ur. 3 stycznia 2003 w Bukareszcie) – rumuńska siatkarka, grająca na pozycji środkowej, reprezentantka Rumunii.
Jej matka Angela Alupei wywalczyła złoty medal w wioślarstwie w dwójce podwójnej wagi lekkiej podczas igrzysk olimpijskich w Sydney (2000) i Atenach (2004). Ojciec Dorin dwukrotnie zdobył mistrzostwo świata w wioślarstwie (1993 i 1996), uczestniczył także w igrzyskach olimpijskich w Atlancie (1996) i Sydney (2000).

## Sukcesy klubowe
Mistrzostwo Rumunii:
- 2020
- 2021

Puchar Rumunii:
- 2021

Puchar Challenge:
- 2021

## Sukcesy reprezentacyjne
Liga Europejska – Srebrna:
- 2019